# Salts al Campionat del Món de natació de 2017 – 3 metres trampolí sincronitzat masculí
La prova de 3 metres trampolí sincronitzat masculí al Campionat del món de 2017 es va celebrar el 15 de juliol de 2017.

## Resultats
La ronda preliminar es va iniciar a les 10:00. La final es va celebrar a les 18:30.
Verd denota finalistes
| Posició | Nacionalitat  | Saltador                             | Preliminar | Preliminar | Final       | Final       |
| Posició | Nacionalitat  | Saltador                             | Punts      | Posició    | Punts       | Posició     |
| ------- | ------------- | ------------------------------------ | ---------- | ---------- | ----------- | ----------- |
| 1       | Rússia        | Evgeny Kuznetsov Ilya Zakharov       | 436.86     | 2          | 450.30      | 1           |
| 2       | Xina          | Cao Yuan Xie Siyi                    | 438.84     | 1          | 443.40      | 2           |
| 3       | Ucraïna       | Oleh Kolodiy Illya Kvasha            | 398.91     | 6          | 429.99      | 3           |
| 4       | Regne Unit    | Jack Laugher Chris Mears             | 401.88     | 5          | 418.20      | 4           |
| 5       | Alemanya      | Stephan Feck Patrick Hausding        | 397.65     | 7          | 415.35      | 5           |
| 6       | Estats Units  | Sam Dorman Michael Hixon             | 410.10     | 3          | 409.05      | 6           |
| 7       | Mèxic         | Rodrigo Diego Adan Zúñiga            | 383.88     | 10         | 397.17      | 7           |
| 8       | Corea del Sud | Kim Yeong-nam Woo Ha-ram             | 378.75     | 8          | 396.90      | 8           |
| 9       | Canadà        | Philippe Gagné François Imbeau-Dulac | 404.43     | 4          | 390.06      | 9           |
| 10      | Malàisia      | Chew Yiwei Ooi Tze Liang             | 384.69     | 9          | 370.77      | 10          |
| 11      | Itàlia        | Gabriele Auber Lorenzo Marsaglia     | 374.40     | 12         | 368.64      | 11          |
| 12      | Austràlia     | Matthew Carter Kevin Chávez          | 377.91     | 11         | 357.33      | 12          |
| 13      | Espanya       | Nicolás García Héctor García         | 372.30     | 13         | No avançava | No avançava |
| 14      | Suïssa        | Guillaume Dutoit Simon Rieckhoff     | 369.45     | 14         | No avançava | No avançava |
| 15      | Polònia       | Kacper Lesiak Andrzej Rzeszutek      | 351.93     | 15         | No avançava | No avançava |
| 16      | Belarús       | Yauheni Karaliou Mikita Tkachou      | 341.01     | 16         | No avançava | No avançava |
| 17      | Singapur      | Mark Lee Timothy Lee                 | 335.52     | 17         | No avançava | No avançava |
| 18      | Colòmbia      | Alejandro Arias Sebastián Morales    | 326.79     | 18         | No avançava | No avançava |
| 19      | Geòrgia       | Sandro Melikidze Tornike Onikashvili | 316.14     | 19         | No avançava | No avançava |
| 20      | Xile          | Diego Carquin Donato Neglia          | 295.23     | 20         | No avançava | No avançava |
| 21      | Macau         | Lei Wai Shing Leong Kam Cheong       | 274.17     | 21         | No avançava | No avançava |